# Legend of the Sun Virgin
Legend of the Sun Virgin –en castellano: «Leyenda de la virgen del sol»– es el segundo álbum de estudio como solista de la cantante nacida peruana Yma Súmac. Fue lanzado en febrero de 1952 por el sello discográfico Capitol Records.

## Antecedentes
Cápitol Récords expresó su incertidumbre para la creación de este álbum por el enorme éxito de Voice of the Xtabay. Súmac interpretó «Suray Surita» en vivo para promocionar el álbum en una presentación en Chicagoland Festival en 1951.

## Información del álbum
Les Baxter junto a Moisés Vivanco hacen un nuevo disco para Súmac, como secuela de Voice of the Xtabay. Contiene su propia versión de «Suray Surita», una composición original de Theodoro Valcárcel de 1939.
La edición original de este trabajo discográfico (1952) consta de sólo 8 pistas, mientras que la de 1955 cuenta con 12 canciones. Se incluyeron finalmente a: «Kon Tiki», «Montana», «Panarima» y «Ccori Canastitay».«Kuyaway» (Inca Love Song), «Suray Surita» y «Montana» son de los temas más destacados del álbum, debido a sus constantes interpretaciones en vivo. «Lament» fue interpretada en su segunda película de Hollywood con Paramount Pictures, Omar Khayyam de 1957.

## Lista de canciones
| Edición estándar (1952) |                                 |                              |          |  |
| N.º                     | Título                          | Escritor(es)                 | Duración |  |
| 1.                      | «Karibe Taki»                   | Les Baxter                   | 3:04     |  |
| 2.                      | «Witallia! (Fire In The Andes)» | Baxter                       | 2:22     |  |
| 3.                      | «Lament»                        | Moisés Vivanco               | 3:17     |  |
| 4.                      | «Zana»                          | Nicomedes Santa Cruz, Baxter | 2:02     |  |
| 5.                      | «Kuyaway (Inca Love Song)»      | Luis Ramírez, Baxter         | 2:48     |  |
| 6.                      | «Suray Surita»                  | Theodoro Valcárcel           | 3:21     |  |
| 7.                      | «No Es Vida»                    | Vivanco                      | 2:23     |  |
| 8.                      | «Mamallay!»                     | Vivanco                      | 3:02     |  |

## Posiciones en listas
| Lista (1952)                             | Mejor posición |
| ---------------------------------------- | -------------- |
| Estados Unidos (Best Selling Pop Albums) | 5              |